# Ibone Lallana
Ibone Lallana del Río (Basauri, 15 de mayo de 1976) es una deportista española que compitió en taekwondo.
Ganó dos medallas en el Campeonato Mundial de Taekwondo, plata en 1999 y bronce en 2005, y una medalla de plata en el Campeonato Europeo de Taekwondo de 2004.
Tras su retirada, en 2007, se incorporó como directora del departamento de comunicación de la Fundació Barcelona Olímpica. Desde 2009, forma parte del comité organizador del BCN Sports Film Festival, festival internacional de cine y televisión deportiva de Barcelona. 

## Palmarés internacional
| Campeonato Mundial | Campeonato Mundial    | Campeonato Mundial | Campeonato Mundial |
| Año                | Lugar                 | Medalla            | Categoría          |
| ------------------ | --------------------- | ------------------ | ------------------ |
| 1999               | Edmonton (Canadá)     | Medalla de plata   | –72 kg             |
| 2005               | Madrid (España)       | Medalla de bronce  | –67 kg             |
| Campeonato Europeo |                       |                    |                    |
| Año                | Lugar                 | Medalla            | Categoría          |
| 2004               | Lillehammer (Noruega) | Medalla de plata   | –67 kg             |